# Mario Almirante
Mario Almirante (Molfetta, 18 de febrero de 1890 - Roma, 30 de septiembre de 1964) fue un actor y director de cine italiano.

## Biografía
Mario Almirante pertenecía a una familia noble del Molise: duques de Cerza Piccola (1691).
Hijo del actor Nunzio Almirante (1837-1906) y nieto de otro actor, Pasquale Almirante (1799-1863), era hermano de Giacomo, Ernesto y Luigi, así como primo de Italia Almirante Manzini, todos ellos actores.
En 1924 su familia se estableció por exigencias de trabajo en Turín y luego se trasladó a Roma. Casado con Rita Armaroli, tuvo de ella dos hijos: Giorgio, futuro secretario del MSI, nacido a Salsomaggiore en 1914, y Luigi en 1926. También Giorgio trabajó en ámbito cinematográfico, colaborando con su padre como director de doblaje de algunas películas, entre las cuales Dumbo (estrenada en Italia en 1948) y Candilejas (1952).

### Actividad profesional
Igual que su prima y sus hermanos, comenzó su carrera como actor teatral actuando junto a Ruggero Ruggeri, Eleonora Duse y otros intérpretes muy importantes del escenario de inicios del siglo XX. Fue también director de escena de algunas compañías teatrales.
En 1919 pasó al cine y convirtió su carrera de actor en la de director. Debutó en 1920 para la Rodolfi Film con la película Il marito in campagna.
Con el advenimiento del sonoro, después de haber dirigido diversos cortometrajes, en 1931 dirigió el largometraje La estrella del cine en la que, además de intervenir como actor, se ocupó del montaje. Posteriormente, en 1933, dirigirá la película Fanny.
Vistas las exigencias que imponía el sonoro, decidió dedicarse a una nueva actividad, trabajando para el primer establecimiento de doblaje creado en Italia en el verano de 1932 por la Casa Cines-Pittaluga de Emilio Cecchi, y del cual se le nombró director de doblaje.
Se le recuerda en este papel principalmente por haber dirigido el doblaje de películas como Dumbo y La Cenicienta de la compañía Disney y Candilejas de Charlie Chaplin. También prestó su voz a Vladimir Sokoloff en la película I cospiratori. Trabajó además para la ENIC y la C.D.C.

## Filmografía

### Director
- Il rosario della colpa (1920)
- Il marito in campagna (1920)
- Zingari (1920), también guionista
- Il mio amante (1920)
- La statua di carne (1921)
- La avventure di Sfortunello Fortuna (1921)
- La chiromante (1921)
- Marthú che ha visto il diavolo (1922)
- Il romanzo nero e rosa (1922), también guionista
- La maschera del male (1922)
- La grande passione (1922), también guionista
- L'inafferrabile (1922)
- Il controllore dei vagoni letti (1922)
- La piccola parrocchia (1923), también guionista
- Il fornaretto di Venezia (1923)
- I due Foscari (1923)
- L'ombra (1923)
- L'arzigogolo (1924)
- La bellezza del mondo (1926)
- El carnaval de Venecia (Il carnevale di Venezia) (1928)
- La compagnia dei matti (1928)
- Napoli che canta (1930)
- La stella del cinema (1931)
- Fanny (1933)

### Actor
- L'istruttoria, di Enrico Guazzoni (1914)
- La stella del cinema (1931)